# Cratere Archimede
Archimede, o Archimedes secondo la denominazione ufficiale, è un grande cratere lunare intitolato dal 1935 dalla IAU al matematico, astronomo, filosofo, fisico e ingegnere dell'antica Siracusa, Archimede. Si trova sui limiti orientali del Mare Imbrium.

## Geografia
A sud del cratere si estende la regione montuosa dei Montes Archimedes. Sul bordo sudorientale si trova la piana sommersa della Palus Putredinis, la quale contiene un sistema di rime chiamate Rimae Archimedes che si estende per 150 chilometri. A nord-nordovest di Archimede si trovano i Montes Spitzbergen, una fila di cime nel Mare Imbrium.

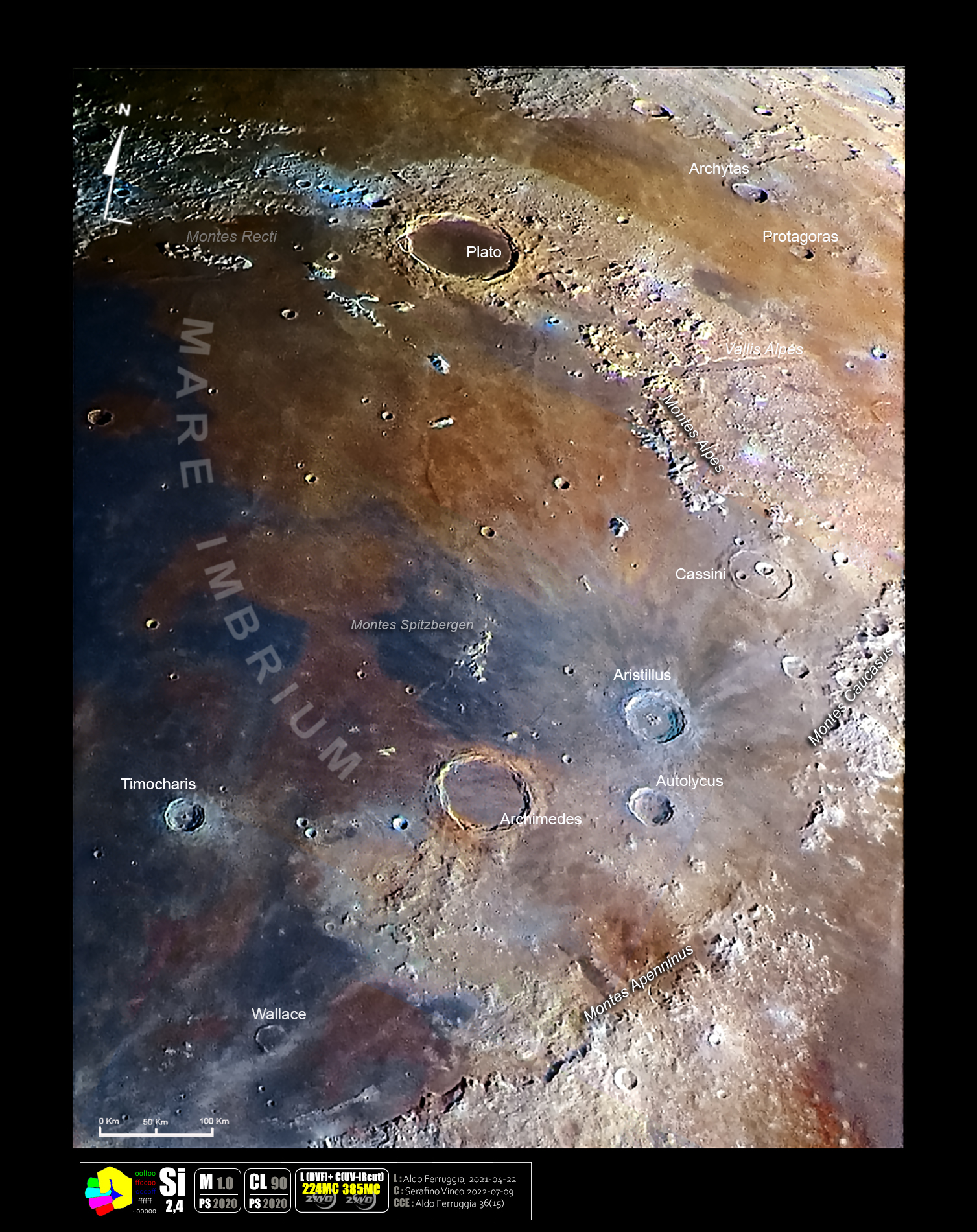
Il cratere e le strutture vicine in formato selenocromatico (Si)

Ad est di Archimede si trova il cratere Autolycus, e la distesa di superficie lunare tra queste due formazioni fu il luogo dell'impatto della sonda sovietica Luna 2. Questo fu il primo strumento a raggiungere la superficie della Luna, dove atterrò il 13 settembre 1959.
A nordest si trova l'importante cratere Aristillus. La pianura lavica tra Archimede, Aristillus, e Autolycus forma il Sinus Lunicus del Mare Imbrium. Delle creste corrugate conducono via dal cratere Archimede verso nord-nordovest, attraversando il mare.
Il diametro di Archimede è il più grande fra tutti i crateri presenti nel Mare Imbrium. Il bordo è caratterizzato all'esterno da un consistente terrapieno il cui colore più chiaro è dovuto a detriti generati nell'impatto e all'interno dai resti di un sistema di terrazzamenti, ma manca di una raggiera, solitamente associata ai crateri più giovani. Un promontorio triangolare si estende per una trentina di chilometri dal bordo sudorientale.
Il cratere manca di un picco centrale, ed è invaso dalle colate del mare circostante. Il pianoro interno manca di particolari caratteristiche, a parte i segni di pochi impatti minori verso il margine e qualche sporadico deposito a raggiera di materiale più chiaro, verosimilmente generati durante l'impatto che ha prodotto il cratere Autolycus.

## Crateri correlati
Alcuni crateri minori situati in prossimità di Archimedes sono convenzionalmente identificati, sulle mappe lunari, attraverso una lettera associata al nome.
| Archimedes | Coordinate           | Diametro (in km) |
| ---------- | -------------------- | ---------------- |
| C          | 31°37′48″N 1°31′48″W | 7,66             |
| D          | 32°12′00″N 2°41′24″W | 4,96             |
| E          | 25°00′N 7°12′W       | 2,56             |
| G          | 29°08′24″N 8°09′00″W | 3,29             |
| H          | 23°53′24″N 7°01′12″W | 3,78             |
| L          | 25°02′24″N 2°36′36″W | 3,21             |
| M          | 26°07′12″N 3°12′36″W | 3,27             |
| N          | 24°09′00″N 3°53′24″W | 3,51             |
| P          | 25°56′24″N 2°30′00″W | 2,63             |
| Q          | 28°31′12″N 2°25′48″W | 2,36             |
| R          | 26°04′12″N 6°36′36″W | 3,5              |
| S          | 29°33′36″N 2°43′48″W | 2,77             |
| T          | 30°18′00″N 5°01′48″W | 2,33             |
| U          | 32°49′48″N 1°57′36″W | 2,74             |
| V          | 32°58′48″N 4°00′36″W | 2,67             |
| W          | 23°48′N 6°15′W       | 3,19             |
| X          | 31°01′48″N 8°01′12″W | 2,15             |
| Y          | 29°58′12″N 9°30′00″W | 2,2              |
| Z          | 26°52′48″N 1°24′36″W | 2,07             |

I seguenti crateri sono stati rinominati dall'Unione Astronomica Internazionale:
- Archimedes A - Vedi cratere Bancroft.
- Archimedes F - Vedi cratere MacMillan.
- Archimedes K - Vedi cratere Spurr.

## Galleria d'immagini

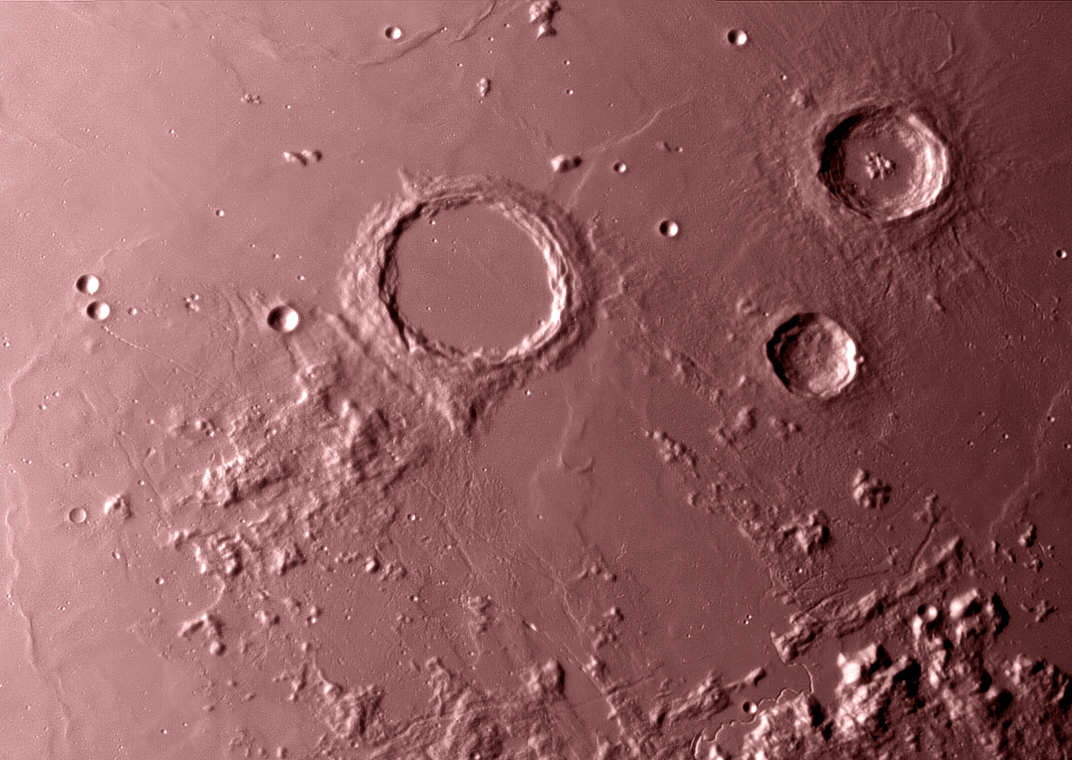
Il cratere Archimede sulla Luna. (Fonte: Nordic Optical Telescope e Stockholm Observatory; autori: M. Gålfalk, G. Olofsson e H.-G. Florén.)

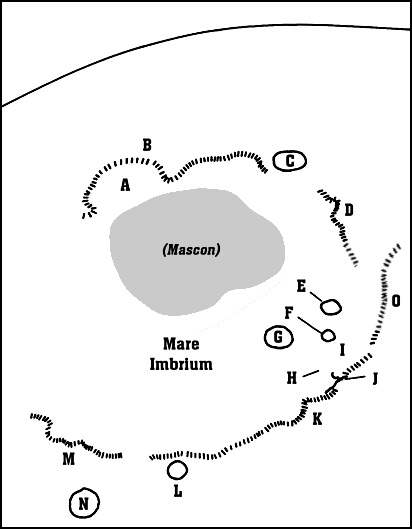
Mappa degli elementi notevoli nel Mare Imbrium. Archimede è indicato dalla lettera G.